# Xanleurfa (província)
Xanleurfa (em turco: Şanlıurfa) é uma província e área metropolitana do sul da Turquia, junto à fronteira com a Síria, que faz parte da região do Sudeste da Anatólia e do chamado Curdistão turco. Com capital na cidade homónima, tem 19 242 km² de área e em dezembro de 2021 tinha 2 143 020 habitantes (densidade: 111,4 hab./km²).
| Províncias adjacentes à de Xanleurfa |                        |            |
| Adeiamane                            | Adeiamane e Diarbaquir | Diarbaquir |
| Gaziantepe                           |                        | Mardim     |
| Síria                                |                        |            |

A província está subdividida nos seguintes distritos, cuja população em dezembro de 2022 é indicada entre parênteses.
Distritos da capital (Xanleurfa):
- Eyyübiye (391 795)
- Haliliye (396 656)
- Karaköprü (265 035)

Outros distritos:
- Akçakale (123 721)
- Birecik (93 613)
- Bozova (52 680)
- Ceylanpınar (90 440)
- Halfeti (41 662)
- Harã (96 072)
- Hilvan (42 218)
- Siverek (267 942)
- Suruç (100 961)
- Viranxequir (207 315)